# Volodymyr Vakoulenko
Pour les articles homonymes, voir Vakoulenko.
Volodymyr Vakoulenko (en ukrainien : Володимир Володимирович Вакуленко), né le 1er juillet 1972 à Kapytolivka (Région de Kharkiv, Ukraine, Union soviétique) et mort entre le 24 mars et le 12 mai 2022, était poète, écrivain pour la jeunesse, wikimédien ukrainien et numismate. Il a été tué lors de l'occupation russe de la Région de Kharkiv.
Il était l'auteur de treize livres et lauréat du prix littéraire international Oles Ulianenko et du concours Les Martovytch
Sur la Wikipédia en ukrainien, il est l'auteur de plus de 4 000 contributions et le créateur d'une centaine d'articles.

## Biographie
Volodymyr Vakoulenko naît le 1er juillet 1972 dans la maternité d'Izioum, petite ville industrielle de la région de Kharkiv, en Union soviétique. La maison familiale se situe dans le village de Kapytolivka. Outre l'ukrainien et le russe, on y parle le sourjyk, patois courant dans cette région.
Il étudie de 1979 à 1987, au lycée Capitol, et de 1987 à 1989 au lycée de Tchervony Oskil. Il est membre des Pionniers, l'organisation de jeunesse du Parti communiste. Il fait des études à Izioum pour devenir chef pâtissier et est engagé en 1990, comme cuisinier. De janvier 1991 à août 1992, il sert dans les rangs de l'armée soviétique. Il enchaîne ensuite les petits boulots comme cuisinier ou balayeur dans une usine. 
Ses premiers poèmes sont publiés en 2003 dans un magazine régional sous le nom de plume de Volodymyr Vakoulenko-K. Il s'attelle aussi à quelques ouvrages sur le patrimoine de sa région, publie un almanach de poètes locaux ainsi qu'un album en braille pour les enfants aveugles. En 2020, il coordonne une anthologie de la poésie biélorusse. En 2021, le recueil de contes Trois histoires enneigées est publié par une maison d'édition de Vinnytsia.
Divorcé, il a deux fils de ses premier et deuxième mariages - Vladyslav et Vitaly, dont l'un est autiste.
Il participe en 2014 aux manifestations à Kiev contre le président jugé pro-russe Viktor Ianoukovitch, qui est acculé à la démission.

## Mort
Lorsque l'armée russe envahit son village près d'Izioum, il reste sur place pour s'occuper des personnes vulnérables. Il est kidnappé par les militaires russes avec son fils de quatorze ans au mois de mars 2022. Son fils est relâché par la suite mais on reste sans nouvelles de lui. Le lieu de sépulture présumé de Vakoulenko n'est découvert que six mois plus tard, en octobre. 
Son journal intime est retrouvé, après le retrait des soldats russes en septembre 2022. Volodymyr Vakoulenko y décrit méthodiquement la guerre avant d'être exécuté par les forces russes. Des analyses ADN confirment le 28 novembre qu'un corps retrouvé est bien celui de l'écrivain,.

## Distinctions
Volodymyr Vakoulenko est le récipiendaire de divers prix littéraires en Ukraine :
- 2011 : Lauréat du concours de poésie patriotique « Trident d'or » (2e place) ;
- 2014 : « Спас віків » (« Sauveur des âges ») : poème récompensé par le Trident d'argent, à l'occasion du vingtième anniversaire de l'indépendance de l'Ukraine.
- 2022 : l'adjoint au maire d'Izioum, Volodymyr Matsokin, promet de nommer une rue de la ville en l'honneur de Volodymyr Vakoulenko.